# Tinos
Tinos eller Tenos (grekiska Τήνος) är en grekisk ö i Kykladerna, mellan Andros i nordväst och Mykonos i sydost. Ön är cirka 194 kvadratkilometer stor och hade år 2001 en befolkning på 8 574 invånare. 

## Geografi
Ön uppfylls till stor del av en uppemot 720 meter hög bergskedja, som huvudsakligen består av granit och glimmerskiffer, men delvis av marmor och svartgrön serpentinsten (antikens ofit, "ormsten"). 
Öns huvudort Tinos ligger på sydkusten och har en god hamn. I den strax bredvid liggande kyrkan Panagia Evangelistria finns en undergörande Mariabild, som lockat många tiotusental pilgrimer.

## Historia
Tinos lär förr ha hetat Ofiussa (av ofis, orm), eftersom den var full av ormar. Från denna landsplåga befriades ön av Poseidon, som gällde som dess skyddsgud och på ön ägde ett berömt tempel, till vilket vid festen Posideia en mängd främlingar sammanströmmade. Tinos är även berömt som skaldinnan Erinnas födelseort. Dess inbyggare deltog verksamt i grekernas frihetskrig mot perserna på 400-talet f.Kr. och tillhörde sedermera Atens vapenförbund. Under medeltiden kom Tinos vid Bysantinska rikets förfall i händerna på frankiska furstesläkter, men togs 1390 i besittning av Venedig, som genom freden i Požarevac den 21 juli 1718 avträdde det till Osmanska riket. 1821 blev ön åter grekisk.